# اچ‌دی ۴۷۱۸۶
اچ‌دی ۴۷۱۸۶ یک ستاره است که در صورت فلکی سگ بزرگ قرار دارد.